# Rendez-vous à Samarra
Rendez-vous à Samarra (Appointment in Samarra) est un roman américain de John O'Hara publié aux États-Unis en 1934. Traduit de l'américain par Marcelle Sibon, il est publié en France en 1948 aux éditions Seuil.

## Accueil critique
Il figure à la 22e place dans la liste des cent meilleurs romans de langue anglaise du XXe siècle établie par la Modern Library en 1998.